# Двое — это слишком
«Двое — это слишком» (англ. Two Much) — кинофильм испанского режиссёра Фернандо Труэбы, снятый по роману Дональда Уэстлейка. Роман лёг также в основу сценария фильма «Близнец» 1984 года с Пьером Ришаром в главной роли. На съёмках этого фильма разгорелся звёздный роман между Антонио Бандерасом и Мелани Гриффит.

## Сюжет
Арт Додж влез в долги и теперь, чтобы поправить положение, ему необходимо жениться на богачке. Но он влюбился в сестру невесты. И чтобы завоевать её сердце, Арт решил придумать брата-близнеца Барта. Но для него ещё ситуация осложняется тем, что сёстры живут в одном доме…

## В ролях
| Актёр             | Роль            |
| ----------------- | --------------- |
| Антонио Бандерас  | Арт             |
| Мелани Гриффит    | Бетти           |
| Илай Уоллак       | Шелдон          |
| Дэрил Ханна       | Лиз             |
| Дэнни Айелло      | Джин            |
| Джоан Кьюсак      | Глория          |
| Габино Диего      | Мэнни           |
| Остин Пендлтон    | доктор Хаффейер |
| Винсент Скьявелли | сомелье         |

## Критика
Фильм занял первое место в испанском прокате, собрав за выходные рекордные для испанского фильма 1,3 миллиона долларов (159 миллионов песет) в 140 кинотеатрах. Антонио Бандерас был номинирован на премию «Гойя» за свою роль, а Мелани Гриффит и Дэрил Ханна получили премии «Золотая малина» и «Stinkers Bad Movie Awards» как «Худшая актриса» и «Худшая актриса второго плана» соответственно. 